# Franco Testa
Franco Testa (* 7. Februar 1938 in Cadoneghe; † 22. Juni 2025 in Padua) war ein italienischer Bahnradsportler.
Bei den Olympischen Sommerspielen 1960 in Rom wurde Franco Testa mit dem italienischen Bahn-Vierer Olympiasieger in der Mannschaftsverfolgung, gemeinsam mit Marino Vigna, Luigi Arienti und Mario Vallotto. Vier Jahre später, bei den Spielen in Tokio war er erneut Mitglied des Bahnvierers (Luigi Roncaglia, Cencio Mantovani und Carlo Rancati), der dieses Mal die Silbermedaille errang. Im selben Jahr wurde er bei den Bahn-Weltmeisterschaften in Paris Vize-Weltmeister in der Mannschaftsverfolgung, mit Mantovani, Rancati und Attilio Benfatto. Von 1959 bis 1962 wurde er nationaler Meister in der Einerverfolgung der Amateure.